# Budynek Sądu Rejonowego w Sanoku
Budynek Sądu Rejonowego w Sanoku – budynek położony przy ulicy Tadeusza Kościuszki 3 w Sanoku.
Budynek został wpisany do rejestru zabytków (1991) oraz do gminnej ewidencji zabytków miasta Sanoka.

## Historia

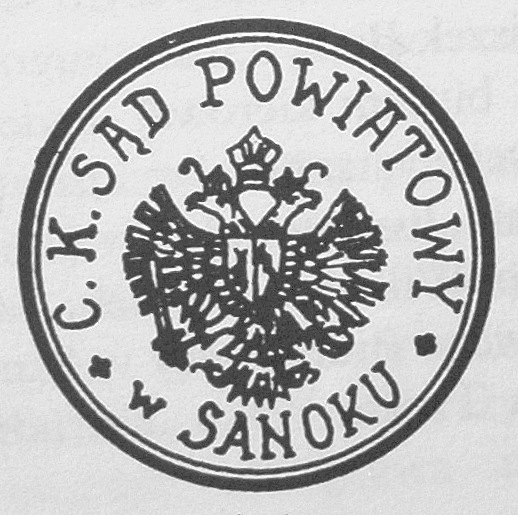
Pieczęć C. K. Sądu Powiatowego w Sanoku

Budynek był budowany od 1885 przy ówczesnym trakcie Rymanowskim i był wznoszony w miejscu, gdzie wcześniej było zlokalizowane kasyno wojskowe. Gmach budował z własnych środków przedsiębiorca budowlany Saul Pineles z Wiednia. Plany budynku zostały zatwierdzone przez rząd, zaś pracami miał kierować urzędnik starostwa sanockiego po wydaniu zezwolenia przez C. K. Namiestnictwo. W czasie starań Sanoka o przyznanie miastu C. K. Sądu Obwodowego trwały rozmowy z urzędnikami Austro-Węgier ukierunkowane na utworzenie w Sanoku wyższej instancji sądowej. Wówczas Pineles zaofiarował przekazanie własnej kamienicy na potrzeby sądu. Zawarł on z rządem umowę najmu na okres 25 lat. W 1884 do Wiednia udała się delegacja władz miejskich (przewodniczył jej burmistrz Cyryl Jaksa Ładyżyński i Jan Towarnicki), po czym władze cesarskie wydały zgodę na utworzenie Sądu Obwodowego w Sanoku. Warunkiem było zobowiązanie Rady Miejskiej opłacania czynszu za wynajem budynku w wysokości 2000 zł reńskich rocznie przez 25 lat począwszy od 1 października 1886. Budowa została ukończona w 1886, a jej koszt wyniósł 80 000 zł. Celem budowy Pineles otrzymał od rządu zaliczkę w wysokości 30 000 zł. Łączny koszt najmu ustalono na kwotę 7000 zł rocznie (w trakcie budowy, początkowo informowano o kwocie 8000 złr. rocznie). Na cały czas 25 lat wynajmu Pineles był zwolniony z podatków i stempli.
Pierwotnie całość zabudowań figurowała pod numerami konskrypcyjnymi 84 (późniejszy adres ul. Tadeusza Kościuszki 5), 61 (późniejszy numer 5a) i 62 (późniejszy numer 5b).
W państwie Austro-Węgier w okresie zaboru austriackiego w ramach autonomii galicyjskiej w Sanoku istniał pierwotnie c. k. Sąd Powiatowy. W 1870 sędzią c. k. sądu powiatowego w Sanoku był Ludwik Felsztyński, w latach 70. Adolf Herdliczka, od połowy 1876 Jan Towarnicki.
C. K. Sąd Obwodowy w Sanoku dla byłego obwodu sanockiego został oficjalnie otwarty 1 września 1887 jako placówka nr IX w strukturze Okręgu Wyższego Sądu Krajowego we Lwowie. Sąd ustanowiono w budynku kamienicy Pinelesa (z tej okazji wydano uroczysty bankiet i odprawiono nabożeństwo z poświęceniem budynku). Tym samym z dniem 1 września 1887 został zlikwidowany Sąd Powiatowy w mieście i rozpoczął działalność sąd drugiej instancji. Po likwidacji Sądu Powiatowego, jego funkcję kontynuował Sąd Miejski Delegowany, który działał w budynku przy obecnej ul. Kazimierza Wielkiego 8 (fasadą zwrócony do ul. Mickiewicza). Ponadto w budynku przy ul. Kościuszki miała siedzibę Prokuratura, w 1892 wyodrębniona z sądu.
Pierwszym prezydentem Sądu Obwodowego został Franciszek Żeleski. Przełożonym urzędów pomocniczych dla Sanoka został Karol Duchiewicz. Franciszek Żeleski sprawował urząd do 1892, a późniejszymi prezydentami Sądu Obwodowego byli dr Michał Stefko (1892-1900), Alfred Posóchowski (1897-1898), Adolf Sahanek (od 1898 do około 1901), Kajetan Chyliński (od około 1901 do około 1908), Wiktoryn Mańkowski (od 1908 do 1911), Stanisław Obertyński (1911-). Jako radcy w sądzie pracowali Jan Towarnicki, Jan Staruszkiewicz. Do końca istnienia Austro-Węgier w 1918 sędziami C. K. Sądu Obwodowego w Sanoku pozostawali Stanisław Obertyński jako prezydent oraz Zygmunt Nawratil (od 1887), Marcin Chorzemski, Joachim Tomaszewski, Józef Paszkiewicz, Piotr Julian Janicki, Franciszek Ksawery Brzozowski, Franciszek Limbach, Edward Doboszyński, Jan Misiewicz, Jan Pełeński, Marian Kowiński, Władysław Rubinstein, Stanisław Słotołowicz, Bolesław Józef Szulakiewicz, Stanisław Kirchner, Mieczysław Kotkowski, Jan Kock, Jan Hroboni, August Bezucha, Gabriel Rotter. Funkcję prokuratora przy sądzie pełnili Franciszek Ksawery Spławski (od 1887 do około 1891/1892), Józef Heldenburg (1892-1897), Wacław Szomek (od 1897 substytut, od 1900 szef), Franciszek Moor, Jan Scherff, Władysław Dukiet, Tadeusz Malawski. Sędziowie pełnili także funkcję komisarza działającego obok więzienia. Zastępcą prokuratora był Adolf Czerwiński. W 1917 w C. K. Sądzie Obwodowym prowadzącymi księgi gruntowe byli Chaim Hammermann, Tadeusz Dworski, a oficjałem kancelaryjnym Filemon Kosonocki. Wieloletnim notariuszem był Teofil Lewicki. Na początku XX wieku duszpasterzami przy sądzie byli ks. Ludwik Stanisławczyk (rzymskokatolicki) i ks. Omelan Konstantynowycz (greckokatolicki). Przed 1914 przy sądzie pracował Michał Drwięga.
Konieczność najmowania nieruchomości przysparzała wysokich kosztów władzom państwa. Pod koniec życia właściciel Saul Pineles (zm. 1903) oferował zbycie gmachu na rzecz państwa. Toczono rozmowy ukierunkowane na wykupienie budynku, które sfinalizowano umową kupna-sprzedaży 1 lutego 1905. Tym samym budynek przeszedł z rąk prywatnych do własności Skarbu Austro-Węgier. 7 czerwca 1905 Kajetan Chyliński dokonał odbioru na własność państwa budynku sądu ulicy Adama Mickiewicza z masy spadkowej Saula Pinelesa.
W 1910 część kancelarii niższych instancji i księgi wieczyste zostały przeniesione do budynku przy obecnej ul. Kazimierza Wielkiego 8. Po I wojnie światowej budynek sądu, jako dawny majątek cesarstwa, został przejęty przez Skarb Państwa II Rzeczypospolitej. W tym czasie w budynku działał Sąd Okręgowy (wyższa instancja) i Sąd Grodzki (pomniejsze sprawy). W 1919 prezesem SO w Sanoku pozostawał Stanisław Obertyński. Do 1922 sędzią Sądu Okręgowego w Sanoku był Jan Hroboni, mianowany 7 grudnia 1922 sędzią Sądu Najwyższego. Sędziami SO w Sanoku byli: Joachim Tomaszewski (do 1924), Franciszek Ksawery Brzozowski (do 1926). W latach 20. prezesem SO w Sanoku był Józef de Jawora Balowicz Jaworski, a wiceprezesem od 1919 w latach 20. był dr Bolesław Gawiński. Od 1924 sędzią SO w Sanoku był Kazimierz Oborski, który został prezesem sądu, który w 1930 był prezesem, a wiceprezesem był wówczas Jan Misiewicz. Ponadto wśród sędziów byli m.in. August Bezucha, Tadeusz Malawski (1922–1929), Czesław Braun (do 1934), dr Franc Kokowski, dr Jarosław Krupski, Antoni Gerstmann, sędziowie śledczy Stanisław Jara, Franciszek Filipczak, dr Jan Rudeński (od 1934). Do 1936 kierownikiem Sądu Grodzkiego był Antoni Czerny. Przed Sądem Okręgowym w Sanoku w 1932 toczył się proces chłopów ukraińskich z powiatu leskiego, oskarżonych o zbrodnię rozruchów i użycie przemocy wobec władzy bezpieczeństwa (jako obrońcy oskarżonych zgłosili się Andrzej Madeja, Wasyl Bławacki, Stepan Wanczycki); wyrokiem sądu trzej oskarżeni zostali skazani na karę śmierci, do Sanoka przyjechał celem wykonania kary kat Stefan Maciejewski, lecz Prezydent RP Ignacy Mościcki dokonał wówczas ułaskawienia skazanych. Po latach pisarz Kalman Segal w swojej powieści pt. Nad dziwną rzeką Sambation, napisanej w 1955 i wydanej w 1957, zawarł odniesienia do powstania leskiego i procesu przed sądem w Sanoku. Od 18 września 1933 przed Sądem Okręgowym w Sanoku toczył się proces w sprawie zamachu na działaczy narodowych w Brzozowie, Jana Chudzika i mjr. Władysława Owoca, który był obiektem dużego zainteresowania opinii publicznej. Przewodniczącym składu sędziowskiego w tym procesie był Zygfryd Gölis, a oskarżycielem Kazimierz Ansion. W latach 30. prezesem Sądu Okręgowego w Sanoku był dr Artur Skowroński (także kierownik Związku Przyjaciół Strzelca). Od 1936 sędzią Sądu Grodzkiego był Kazimierz Zachariasiewicz. Komornikami przy Sądzie Grodzkim byli Józef Bubella, Józef Hulewicz. Po 1918, w latach 20. prokuratorem przy Sądzie Okręgowym w Sanoku był Władysław Dukiet.
Rozporządzeniem Prezydenta Rzeczypospolitej z dnia 24 września 1934 Sąd Okręgowy w Sanoku został zniesiony z dniem 1 października 1934 (likwidacji dokonał dr Franciszek Parylewicz), zaś okręg Sądu Grodzkiego w Sanoku został włączony do Sądu Okręgowego w Jaśle oraz został utworzony w Sanoku Wydział Zamiejscowy Sądu Okręgowego w Jaśle, z właściwością rzeczową, obejmującą sprawy cywilne, karne i hipoteczne, do których rozpoznawania powołane są sądy okręgowe, który funkcjonował do 1939. Rozporządzeniem Ministra Sprawiedliwości z 14 maja 1937 rozszerzono właściwość Wydziału Zamiejscowego Sądu Okręgowego w Jaśle na okręg byłego Sądu Grodzkiego w Brzozowie. Rozporządzeniem Ministra Sprawiedliwości z 14 października 1938 rozszerzono właściwość rzeczową Wydziału Zamiejscowego Sądu Okręgowego w Jaśle z siedzibą w Sanoku od dnia 1 stycznia 1939 na sprawy rejestrowe (rejestr handlowym rejestr spółdzielni). Do lat 30. budynek Sądu Okręgowego w Sanoku mieścił się pod numerem 84 ulicy Tadeusza Kościuszki. W latach 30. II RP Sąd Grodzki i wydział zamiejscowy Sądu Okręgowego w Jaśle działały pod adresem ul. Kazimierza Wielkiego. Ponadto w budynku przy ulicy T. Kościuszki przed 1939 funkcjonował Sąd Grodzki oraz Prokuratura Sądu Okręgowego. Od połowy lat 30. wiceprezesem Wydziału Zamiejscowego w Sanoku Sądu Okręgowego w Jaśle był Stanisław Fried.
W trakcie II wojny światowej i trwającej okupacji niemieckiej w dniu 4 lipca 1940 niemiecki Sondergericht (sąd specjalny) wydał wyroki śmierci na osobach osadzonych, którzy następnego dnia zostali rozstrzelani przez Niemców na górze Gruszka.
W okresie PRL od 1951 do 1975 funkcjonował Sąd Powiatowy. Od połowy lat 70. XX wieku w budynku działa Sąd Rejonowy w Sanoku. Prokuratorem rejonowym przy sądzie był Bolesław Michoń.
Od 1997 trwały szeroko zakrojone prace modernizacyjne budynku, zarówno we wnętrzach, jak i od 1999 na zewnątrz. W ramach remontu zostały wykonane: renowacja wnętrza gmachu, dobudowa części drugiej kondygnacji, zainstalowanie nowego zadaszenia, odnowa elewacji budynku, wykonanie wejścia po zachodniej stronie budynku. Wskutek nadbudowy poddasza uzyskano dodatkową powierzchnię użytkową. Remont i rozbudowa budynku zakończyły się na początku XXI wieku, a uroczyste otwarcie nowo oddanego gmachu nastąpiło 23 marca 2001. Budynek posiada dwa główne wejścia: po lewej (po zachodniej stronie) główne do Sądu Rejonowego i po prawej (po wschodniej stronie) do aresztu śledczego. Od zachodu budynek przylega do kamienicy pod adresem Kościuszki 3 (w przeszłości należała do Michała Słuszkiewicza, który prowadził w niej sklep wędliniarski).
W późniejszych latach biura w budynku opuściła Prokuratura Rejonowa w Sanoku, która przeniosła się do osobnej siedziby. Działalność obecna Sądu Rejonowego w Sanoku obejmuje wydziały Cywilny, Karny, Rodzinny, Pracy, Ksiąg Wieczystych. Prezesami SR od lat 90. byli Stanisław Szwan, Waldemar Niemiec.
W 2017 przed gmachem sądu odbywały się zgromadzenia w ramach ogólnopolskich protestów ws. reformy sądownictwa.

## Galeria

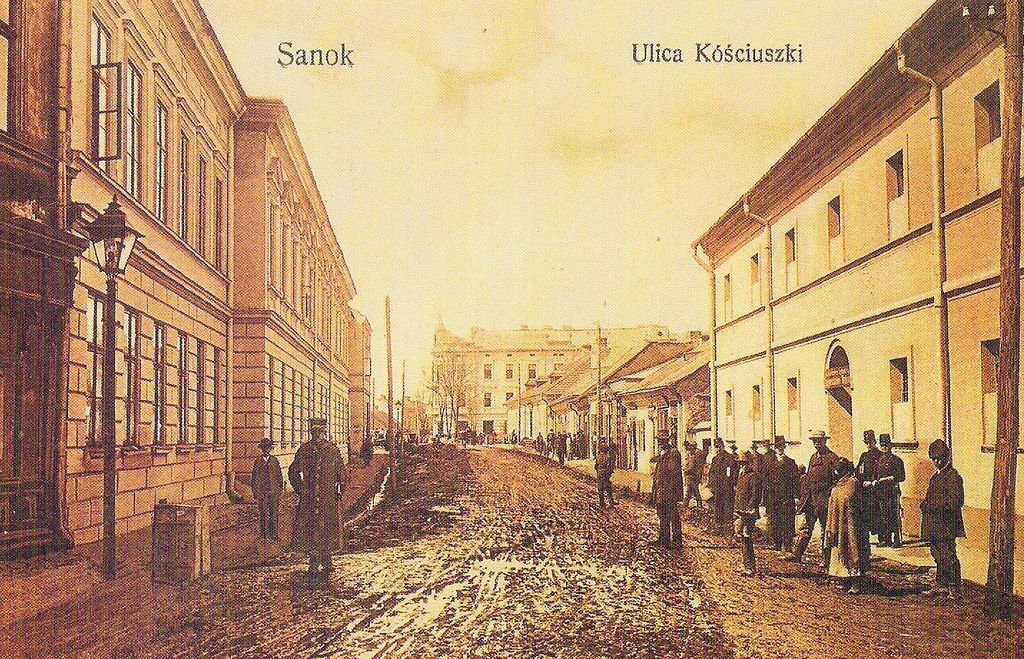
Sanok w 1911. Budynek sądu widoczny po lewej stronie
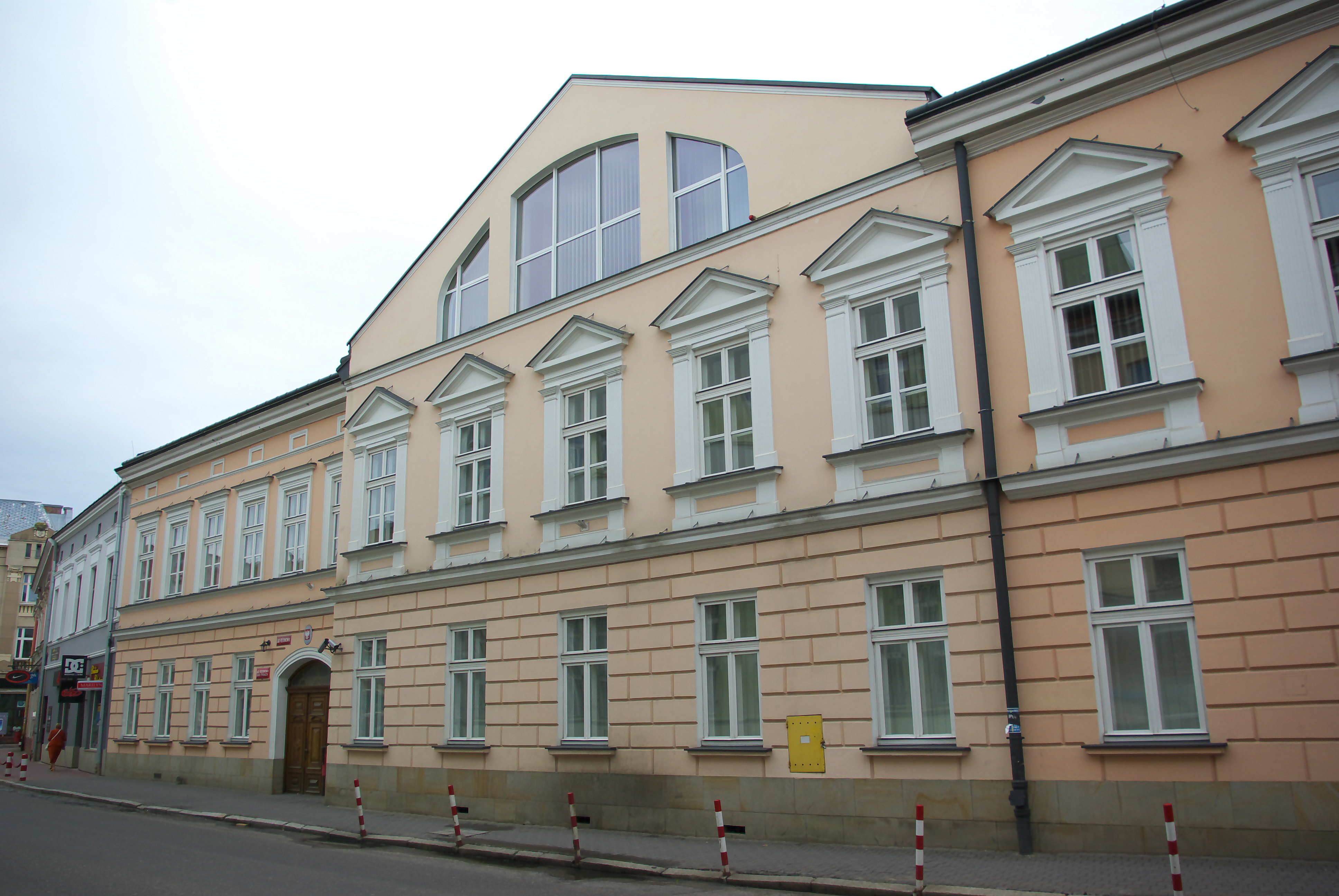
Wschodnia strona budynku z nadbudowanym poddaszem
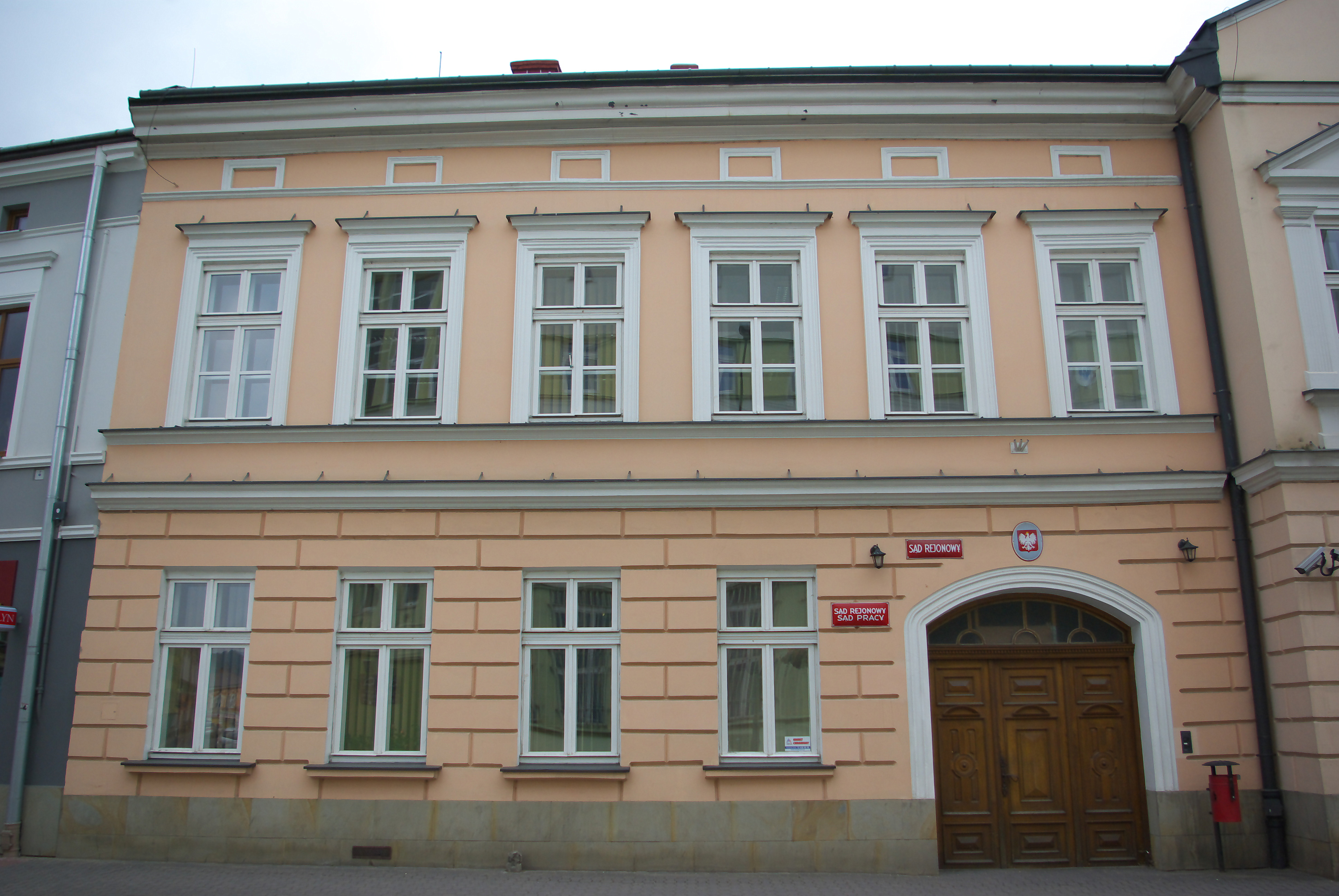
Wschodnia część budynku. Główne wejście do sądu
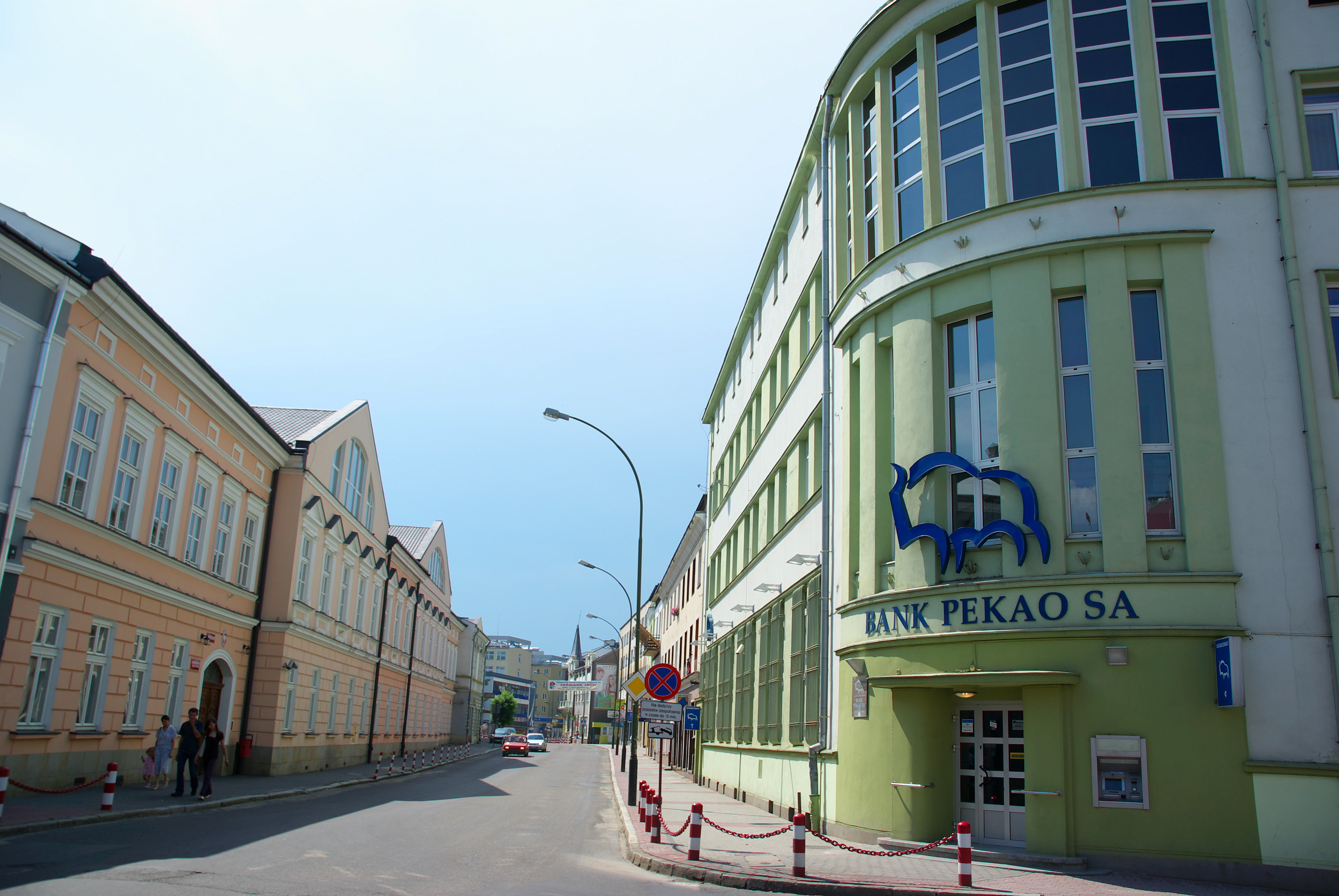
Widok na ulicę Kościuszki. Po lewej budynek sądu, po prawej budynek banku przy ul. Tadeusza Kościuszki 4